# ダニエル・テクレハイマノ
ダニエル・テクレハイマノ・ギルマジオン（英語: Daniel Teklehaimanot Girmazion, ティグリニャ語: ዳንኤል ተክለሃይማኖት ግርማጽዮን、1988年11月10日 - ）は、エリトリア、デバルワ出身の自転車競技（ロードレース）選手。

## 来歴
2008年
- エリトリア選手権 個人ロードレース 優勝

2010年
- アフリカ選手権
  - 個人ロードレース、個人タイムトライアル(ITT)、チームタイムトライアル(TTT)をいずれも制し、ロードレース「三冠」を達成。
- ツール・ド・ルワンダ 総合優勝

2011年
- エリトリア選手権 個人ロードレース 優勝
- クウィタ・イジナ 総合優勝
- アフリカ選手権
  - 個人ロードレース 優勝
  - チームタイムトライアル 優勝

2012年、グリーンエッジと契約を結んだ。
- アフリカ選手権
  - 個人ロードレース 優勝
  - チームタイムトライアル 優勝
- エリトリア選手権
  - 個人ロードレース 優勝
  - 個人タイムトライアル 優勝

2013年
- アフリカ選手権
  - 個人ロードレース 優勝
  - チームタイムトライアル 優勝
- プルエバ・ビリャフランカ・デ・オルディシア 優勝

2014年、MTN Qhubekaに移籍。
2015年
- アフリカ選手権　優勝（チームタイムトライアル）
- クリテリウム・デュ・ドーフィネ　山岳賞
- エリトリア選手権　優勝（個人タイムトライアル）

2016年
- クリテリウム・デュ・ドーフィネ　山岳賞

- エリトリア選手権　優勝（ロード、個人タイムトライアル）

2018年、移籍先未定でシーズンを迎える事になったが、2月6日よりコフィディス・ソルシオンクレディに移籍が決まる。